# Porträt Anton
Das Gemälde Porträt Anton (BC 4) des deutschen Malers Lovis Corinth zeigt einen jungen Mann als Vollporträt in Frontalansicht in einer Landschaft. Es wurde von Corinth im Jahr 1880 gemalt, der Verbleib ist unbekannt. 

## Bildbeschreibung
Auf dem Bild ist ein Mann als Kniestück in Frontalansicht stehend vor einem Baum dargestellt. Es trägt einen dunklen und breitkrempigen Hut auf dem Kopf. Zudem ist er mit einem hellen und bis zur Brust geöffneten Hemd sowie einer darüber angezogenen dunklen Jacke und einer dunklen Hose bekleidet. Über der rechten Schulter hängt eine helle Ledertasche an einem Riemen und befindet sich so hängend unterhalb der Hüfte. Der Blick des Mannes ist nach vorn auf den Betrachter gerichtet.
Direkt hinter dem Mann befindet sich ein Baum, der etwas breiter als dieser ist, dahinter wird der Hintergrund von weiteren Bäumen und Gebüsch gebildet. Vor und neben dem Dargestellten ragen einzelne Blüten und hohe Grashalme in das Bild.
Das Bild ist links unten mit 
L.C. Okt. 80. Anton
signiert und bezeichnet.
Eine farbige Reproduktion des Bildes ist nicht vorhanden. Laut dem Werkverzeichnis von Charlotte Berend-Corinth existiert von dem Bild nur ein Foto aus dem Nachlass ihres verstorbenen Mannes.

## Hintergrund und Deutung
Das Bild ist eines der frühesten Werke Corinths und entstand im Jahr 1880. Charlotte Berend-Corinth schrieb in ihrem Werkverzeichnis der Gemälde ihres Mannes, dass sie nicht wisse, ob Corinth es vernichtet habe, da sich in seinem Nachlass nur die Fotografie des Bildes befand. Ihrer Ansicht nach könnte es sich bei dem Dargestellten um einen frühen Kollegen Corinths handeln, etwa den Maler Anton Wellner, mit dem er auf Studienreise war.

## Provenienz und Ausstellungen
Das Gemälde befand sich laut Werkverzeichnis wahrscheinlich anfänglich in Privatbesitz, der Verbleib danach ist unbekannt.

## Belege
1. 1 2 3 4 5  Charlotte Berend-Corinth: Lovis Corinth. Werkverzeichnis. Neu bearbeitet von Béatrice Hernad. Bruckmann Verlag, München 1958, 1992; BC 4, S. 55. ISBN 3-7654-2566-4.